# Пфейффер, Георг
Георг Пфейффер (нем. Georg Pfeiffer; 5 мая 1890 — 28 июня 1944) — военачальник нацистской Германии, генерал артиллерии вермахта. Кавалер Рыцарского креста Железного креста (15 января 1943).

## Биография
Родился в семье владельца сахарного завода. В 1908 году поступил на службу в прусскую армию. Участник Первой мировой войны, командовал батареей Лауэнбургского артиллерийского полка № 20. Во время войны награждён двумя орденами Железного Креста 1-го и 2-го классов. В 1920 году был уволен из армии в звании капитана, впоследствии поступил на службу в полицию безопасности Брауншвейга. Занимал высокие штатные должности, получил звание майора полиции. В начале 1930-х годов стал подполковником полиции, а в 1935 году — начальником штаба полицейской инспекции Северного региона.
В октябре 1935 года поступил на службу в вермахт нацистской Германии, служил в штабе 32-го артиллерийского полка. В октябре того же года назначен командиром 2-го дивизиона 64-го артиллерийского полка. В августе 1936 года Пфайффер стал полковником и командиром 23-го артиллерийского полка в Потсдаме . В 1937 году — командир 32-го тяжёлого артиллерийского полка в Бреслау.
Участвовал в Польской кампании 1939 года. С 1 октября 1939 года — командир штаба 105-й артиллерийской дивизии.
Участник Французской кампании. С 1 сентября 1940 по 29 января 1943 года — командир 94-й пехотной дивизии 6-й армии вермахта. Летом 1941 года его дивизия приняла участие в операции «Барбаросса».
Во главе дивизии участвовал в боях на советско-германском фронте. Его дивизия в составе 51-го армейского корпуса отличилась в ходе Сталинградской битвы, захватив сталинградский элеватор, однако была практически полностью уничтожена в Промышленном районе Сталинграда. 11 декабря 1942 года по личному приказу фюрера вместе с уцелевшими офицерами штаба дивизии был эвакуирован из котла на трёх самолётах Heinkel He 111.
Сначала Пфайффер должен был быть назначен командиром, однако впоследствии было решено назначить его «заместителем главнокомандующего 6-й армии за пределами Сталинградской крепости».
1 ноября 1942 — 20 февраля 1943 года командовал 306-й пехотной дивизии рейха.
С 1 марта 1943 по 2 января 1944 года — командир вновь переформированной 94-й пехотной дивизии. В апреле 1943 года дивизия была отправлена на Западный фронт в Бретань, а затем — в Италию, где ей было поручено разоружить итальянскую армию.
В октябре 1943 года 94-я пехотная дивизия на юге Италии с боями защищала линию Густава. 2 января 1944 года он сдал командование и был отправлен в командный резерв фюрера. С 20 мая 1944 года — командир 6-го армейского корпуса в составе 3-й танковой армии вермахта.
22 июня 1944 года Красная Армия начала операцию «Багратион» против группы армий «Центр». 6-й армейский корпус под командованием генерала артиллерии Пфайффера был разгромлен, во время боёв за 2 дня потерял почти весь личный состав четырёх дивизии, однако командующий продолжал руководить остатками своих частей, находясь на передовой.
Погиб 28 июня 1944, обстоятельства его смерти не ясны. По одной из версий, его автомобиль Kübelwagen был повреждён пулемётным огнем, после чего его забросали гранатами, по другой — Пфайффер погиб от взрыва авиабомбы. В условиях ожесточённых боев тело генерала так и не нашли.

## Звания
- Лейтенант (22 августа 1910)
- Обер-лейтенант (25 февраля 1915)
- Гауптман (27 января 1918)
- Майор полиции (1 апреля 1924)
- Оберст-лейтенант полиции (1934)
- Оберст-лейтенант вермахта (1 октября 1935)
- Оберст (1 августа 1936)
- Генерал-майор (1 июня 1940)
- Генерал-лейтенант (1 июня 1942)
- Генерал артиллерии (1 мая 1944)